# Донкарёв, Пётр Николаевич
Пётр Николаевич Донкарёв (10 мая 1920 года — 22 ноября 2007 года) — участник Великой Отечественной войны, Герой Социалистического Труда (1974).

## Биография
Родился в Воронежской губернии (ныне Воронежская область) в 1920 году. По национальности — русский.
С 1939 по 1946 год служил в Красной армии, участвовал в Великой Отечественной войне.
Демобилизовался из Красной армии в 1946 году и переехал в Ригу (Латвийская ССР, ныне Латвия). С 1946 года по 1951 год работал шофёром в Рижской конторе снабжения «Культснаб». Получил среднее специальное образование. С 1950 года член ВКП(б). С 1951 по 1979 год — шофёр Рижского производственного автобусного объединения, в 1979—1985 — председатель Совета наставников. За успехи в работе был награждён орденом Трудового Красного Знамени.
4 мая 1971 года Петру Николаевичу Донкарёву было присвоено звание Героя Социалистического Труда с вручением ордена Ленина и медали «Серп и Молот» — за достижение выдающихся показателей при эксплуатации автотранспорта: его автобус ЗИС-155 прошёл более 1 млн. км без капитального ремонта.
С 1967 года по 1985 год был депутатом Верховного Совета Латвийской ССР (с 7-го по 10-й созыв). С 1976 по 1981 год — член Центрального комитета Коммунистической партии Латвии. Лауреат Государственной премии Латвийской ССР (1976).
Проживал в Риге. Умер 22 ноября 2007 года.

## Награды
- Медаль «Серп и молот» (4 мая 1974 — № 16117)[1];
- Орден Ленина (4 мая 1970 — № 403013)[1];
- Орден Отечественной войны 2-й степени (11 марта 1985)[1];
- Орден Трудового Красного Знамени (1 октября 1965)[1];
- Медаль «За трудовую доблесть» (26 апреля 1963)[1];
- так же ряд прочих медалей[1];
- Государственная премия Латвийской ССР[1].